# هنري والد
هنري والد (بالرومانية: Henri Wald)‏ هو فيلسوف روماني، ولد في 31 أكتوبر 1920 في بوخارست في رومانيا، وتوفي بنفس المكان في 14 يوليو 2002.

## وصلات خارجية
- هنري والد على موقع أرشيف الشارخ.